# Rów Zdziarski

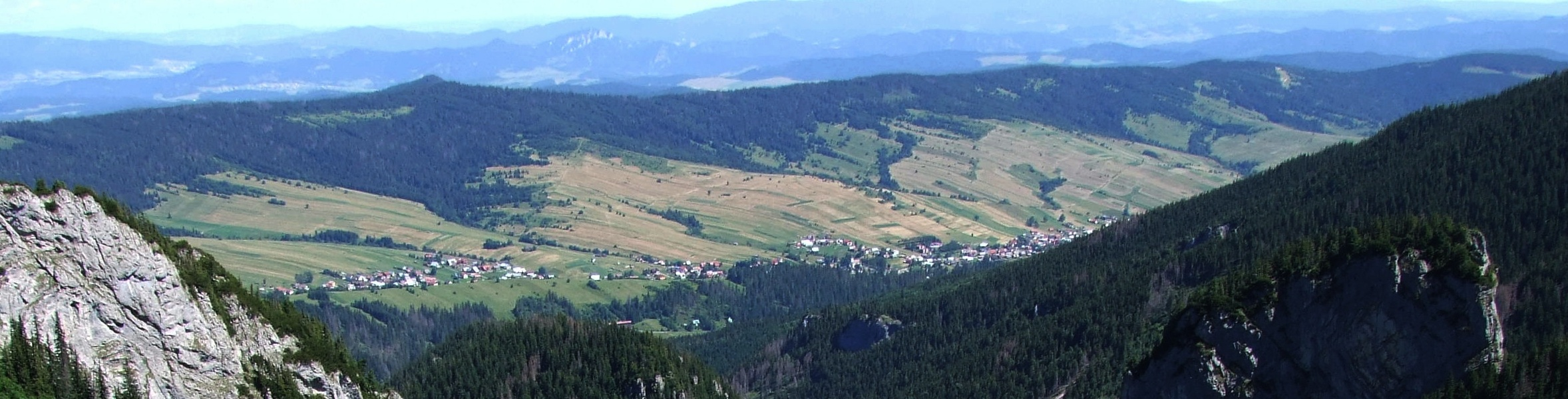
Fragment Rowu Zdziarskiego (Dolina Zdziarska), Magura Spiska i Zdziar. Widok z Doliny Szerokiej

Rów Zdziarski (słow. Ždiarska brázda) – najbardziej wschodnia część Rowu Podtatrzańskiego. Oddziela Tatry Bielskie od Magury Spiskiej. W skład Rowu Zdziarskiego kolejno wchodzą:
- Dolina Bielskiego Potoku od ujścia potoku Średnica
- Dolina Mąkowa
- Dolina Zdziarska
- Kotliny

W Rowie Zdziarskim znajduje się słowacka miejscowość Zdziar i spływa nim Bielski Potok. Wschodnią częścią (przez Dolinę Zdziarską i Kotliny) biegnie Droga Wolności z Łysej Polany przez Słowację.